# Архептолем (политик)
Архептолем (др.-греч. Ἀρχεπτόλεμος) — политик Древних Афин V века до н. э.
В античных источниках информация об Архептолеме крайне скудна, носит фрагментарный характер. Он был сыном выходца из Милета, философа, градостроителя и сподвижника Перикла Гипподама. Архептолема впервые упомянул Аристофан в комедии «Всадники». Исходя из приведенной комедиографом информации антиковеды делают вывод, что Архептолем на седьмой год Пелопоннесской войны (425 год до н. э.) представлял аристократическую партию и выступал за заключение мира со Спартой. Инициатива Архептолема была неудачной из-за противодействия лидера демократической партии Клеона.
Был одним из участников олигархического переворота Четырёхсот 411 года до н. э. Новое правительство просуществовало около четырёх месяцев. После его свержения Архептолема судили вместе с другим лидером переворота Антифонтом. Непосредственным обвинителем проигравших олигархов был Андрон, а инициатором судебного разбирательства — политик Ферамен. Имущество Архептолема и Антифонта было конфисковано, дома срыты, их род признан бесчестным. Также их тела было запрещено хоронить на территории Аттики.